# Dasychira eremita
Dasychira eremita är en fjärilsart som beskrevs av Collenette 1955. Dasychira eremita ingår i släktet Dasychira och familjen tofsspinnare. Inga underarter finns listade i Catalogue of Life.